# 알힐랄 SC (옴두르만)
알힐랄 SC(아랍어: نادي الهلال للتربية, 영어: Al Hilal Sports Club)는 옴두르만을 연고지로 하는 수단의 프로 축구 구단으로 1930년에 창단되었으며 현재 수단 프리미어리그에 참여하고 있다.

## 성적

### 국내 대회
- 수단 프리미어리그 (31): 1962, 1964, 1965, 1966, 1967, 1974 (1st Half), 1981, 1983, 1984, 1986, 1987, 1988, 1989, 1991, 1994, 1995, 1996, 1998, 1999, 2003, 2004, 2005, 2006, 2007, 2009, 2010, 2012, 2014, 2017, 2020-21, 2021-22, 2024
- 수단컵 (7): 1977, 1998, 2000, 2002, 2004, 2009, 2011

### 국제 대회
- CAF 챔피언스리그 준우승 (2): 1987, 1992
- UAFA 클럽컵 준우승 (1): 2003

## 선수 명단

### 현역
참고: FIFA 자격 규정에 따라 소속된 국가대표팀 국기를 표시합니다. 선수는 복수의 FIFA 비회원국 국적을 가지고 있을 수 있습니다.
| 번호 | 포지션 | 국적 | 이름 |
| ---- | ------ | ---- | ---- |

| 번호 | 포지션 | 국적 | 이름 |
| ---- | ------ | ---- | ---- |

## 역대 감독
| 감독              | 임기 |
| ----------------- | ---- |
| 세르지우 파리아스 | 2018 |